# Campionati del mondo di duathlon del 2002
I Campionati del mondo di duathlon del 2002 si sono tenuti ad Alpharetta, Stati Uniti d'America, in data 20 ottobre 2002.
Tra gli uomini ha vinto il britannico Tim Don, mentre la gara femminile è andata alla francese Corrine Raux.

## Risultati

### Élite uomini
| Pos. | Nome                   | Paese       | Totale   |
| ---- | ---------------------- | ----------- | -------- |
|      | Tim Don                | Regno Unito | 01:45:28 |
|      | Greg Bennett           | Australia   | 01:45:29 |
|      | Luca Barzaghi          | Italia      | 01:45:34 |
| 4    | Alessandro Alessandri  | Italia      | 01:45:34 |
| 5    | Felix Martinez         | Spagna      | 01:45:40 |
| 6    | Lino Barruncho         | Portogallo  | 01:45:41 |
| 7    | Francois L'huissier    | Francia     | 01:45:41 |
| 8    | Armand van der Smissen | Paesi Bassi | 01:45:43 |
| 9    | Marcel Laros           | Paesi Bassi | 01:45:43 |
| 10   | Stephane Beghaud       | Francia     | 01:45:46 |
| 11   | Javier García          | Spagna      | 01:45:51 |
| 12   | Anthony Leduey         | Francia     | 01:45:53 |
| 13   | Alessandro Santamaria  | Spagna      | 01:46:01 |
| 14   | Dan Fekl               | Rep. Ceca   | 01:46:06 |
| 15   | Greg Watson            | Stati Uniti | 01:46:11 |
| 16   | Christoph Hubacher     | Svizzera    | 01:46:13 |
| 17   | Huub Maas              | Paesi Bassi | 01:46:15 |
| 18   | Eric Schwartz          | Stati Uniti | 01:46:16 |
| 19   | Mike Trees             | Regno Unito | 01:46:20 |
| 20   | David Evans            | Australia   | 01:46:27 |

### Élite donne
| Pos. | Nome              | Paese       | Totale   |
| ---- | ----------------- | ----------- | -------- |
|      | Corrine Raux      | Francia     | 01:57:36 |
|      | Erika Csomor      | Ungheria    | 01:57:50 |
|      | Edwige Pitel      | Francia     | 01:58:02 |
| 4    | Annie Emmerson    | Regno Unito | 01:58:21 |
| 5    | Michelle Dillon   | Regno Unito | 01:58:30 |
| 6    | Barb Lindquist    | Stati Uniti | 01:58:33 |
| 7    | Vicky Pincombe    | Regno Unito | 01:58:43 |
| 8    | Andrea Whitcombe  | Regno Unito | 01:59:36 |
| 9    | Lucy Smith        | Canada      | 02:01:47 |
| 10   | Agnes Eppers      | Bolivia     | 02:02:13 |
| 11   | Arianna Morosin   | Italia      | 02:05:18 |
| 12   | Audrey Cleau      | Francia     | 02:05:39 |
| 13   | Andrea Ratkovic   | Stati Uniti | 02:06:20 |
| 14   | Desiree Ficker    | Stati Uniti | 02:06:52 |
| 15   | Katrin Schultze   | Germania    | 02:08:00 |
| 16   | Lauren Jensen     | Stati Uniti | 02:08:08 |
| 17   | Michelle Kitze    | Stati Uniti | 02:09:12 |
| 18   | Harumi Matsumoto  | Giappone    | 02:10:08 |
| 19   | Anne Curi Preisig | Stati Uniti | 02:11:58 |
| 20   | Sherri Smith      | Canada      | 02:12:01 |